# Feininger-Radweg

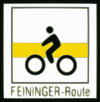
Markierung

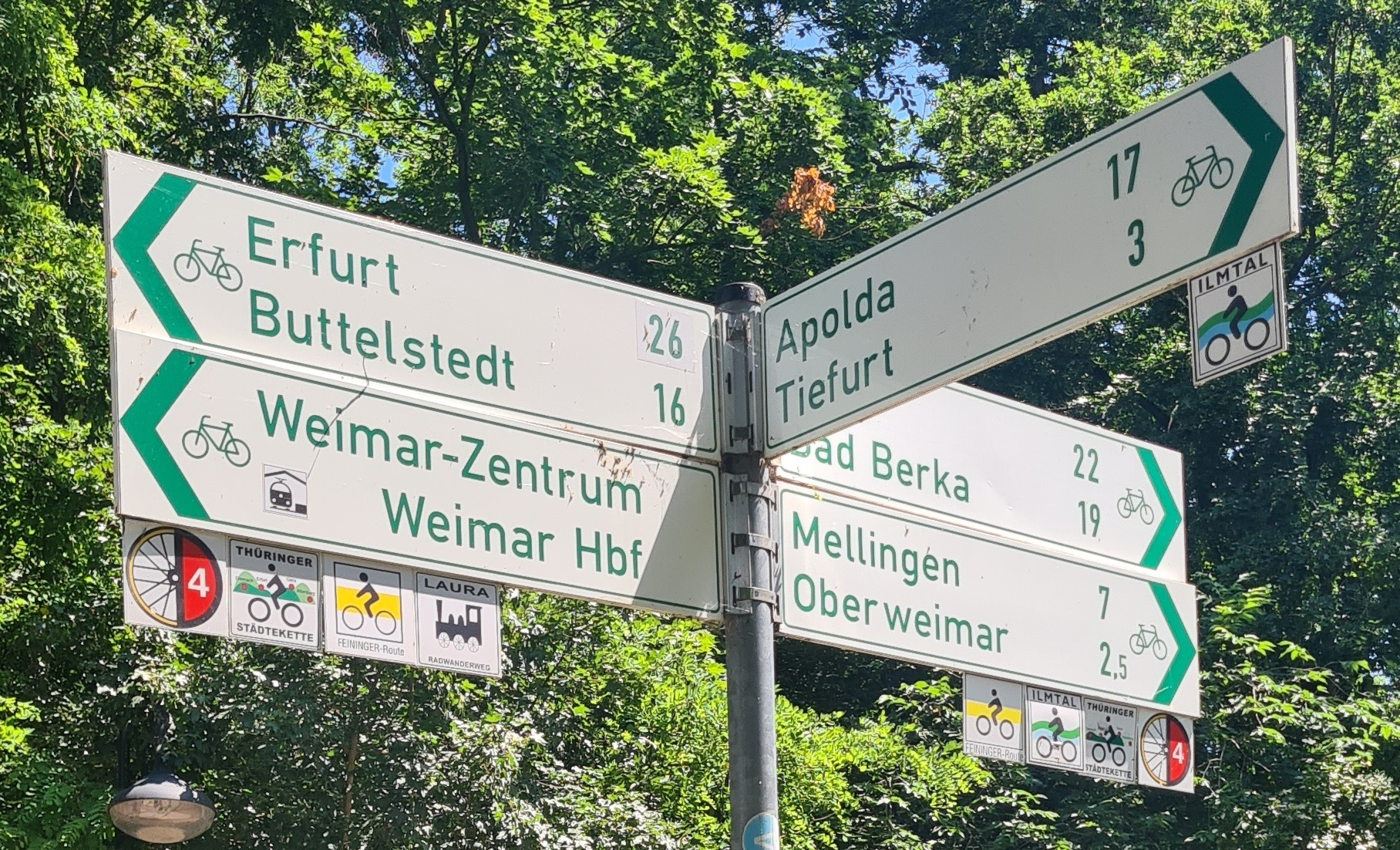
Wegweiser Knotenpunkt für Radfernwege in Weimar an der Kegelbrücke (Ilmtal-Radweg, Feininger-Radweg, Laura-Radweg, Thüringer Städtekette Radweg)

Der Feininger-Radweg ist ein 28 km langer Radwanderweg in Thüringen.
Der Radweg verbindet und erschließt wichtige Motive des Malers Lyonel Feininger in der Umgebung von Weimar, auch dieser war einst mit seinem Fahrrad auf Motivsuche unterwegs.

## Markierung
Das Logo  zeigt einen gelben Balken, darüber ein Radfahrer-Symbol ergänzt mit dem Schriftzug  „Feininger-Route“.

## Verlauf

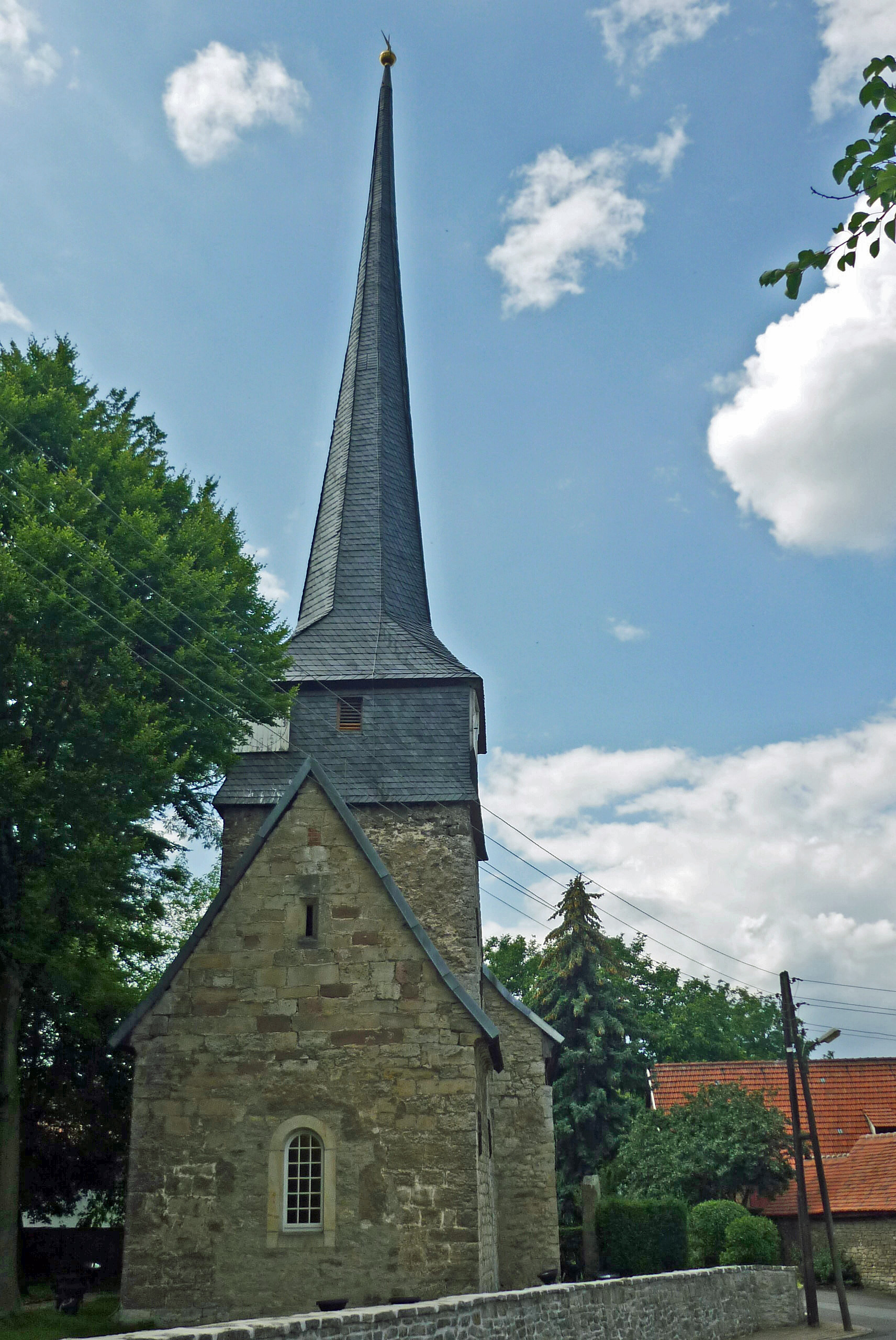
Kirche in Gelmeroda
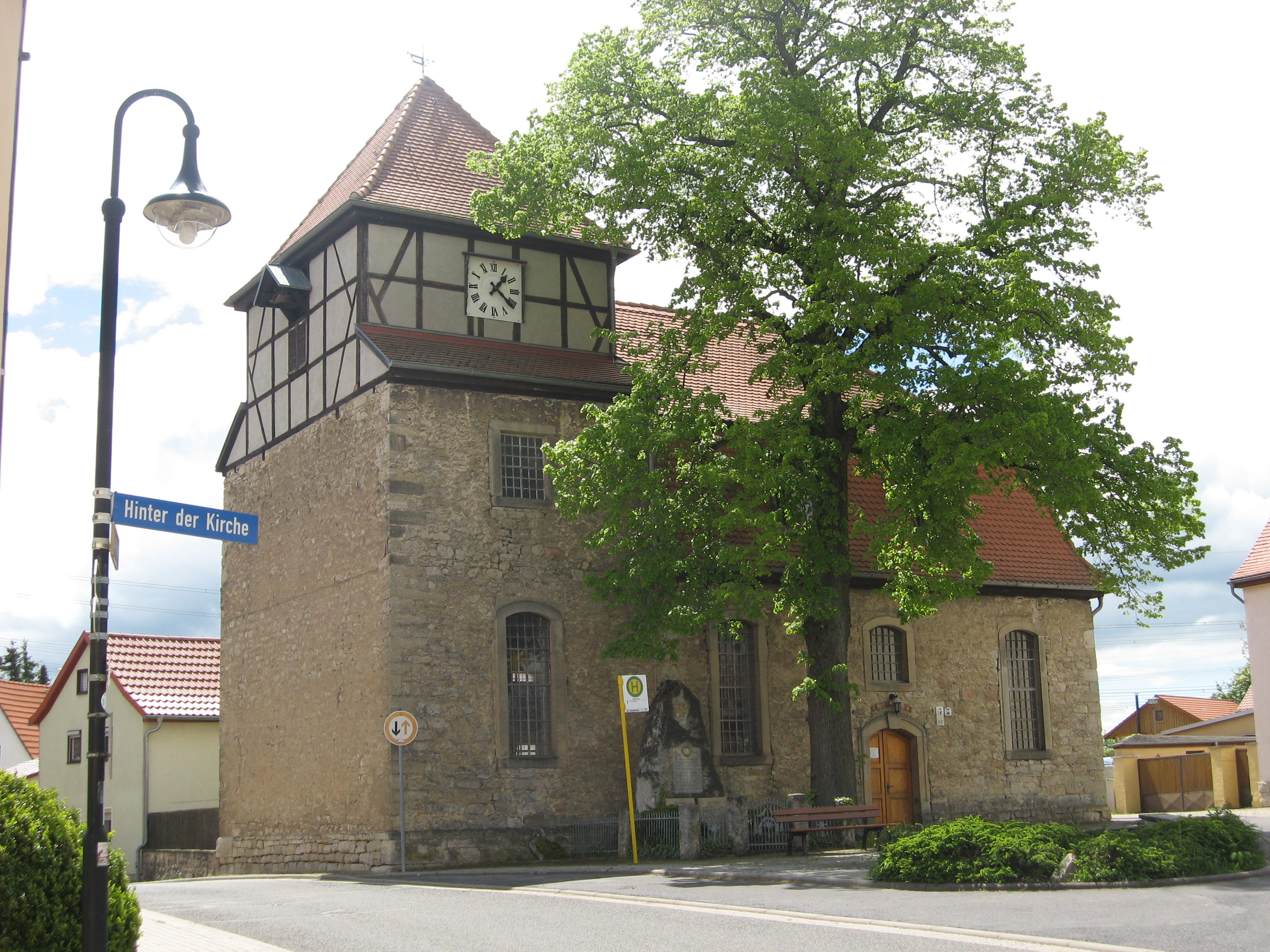
Dorfkirche Vollersroda
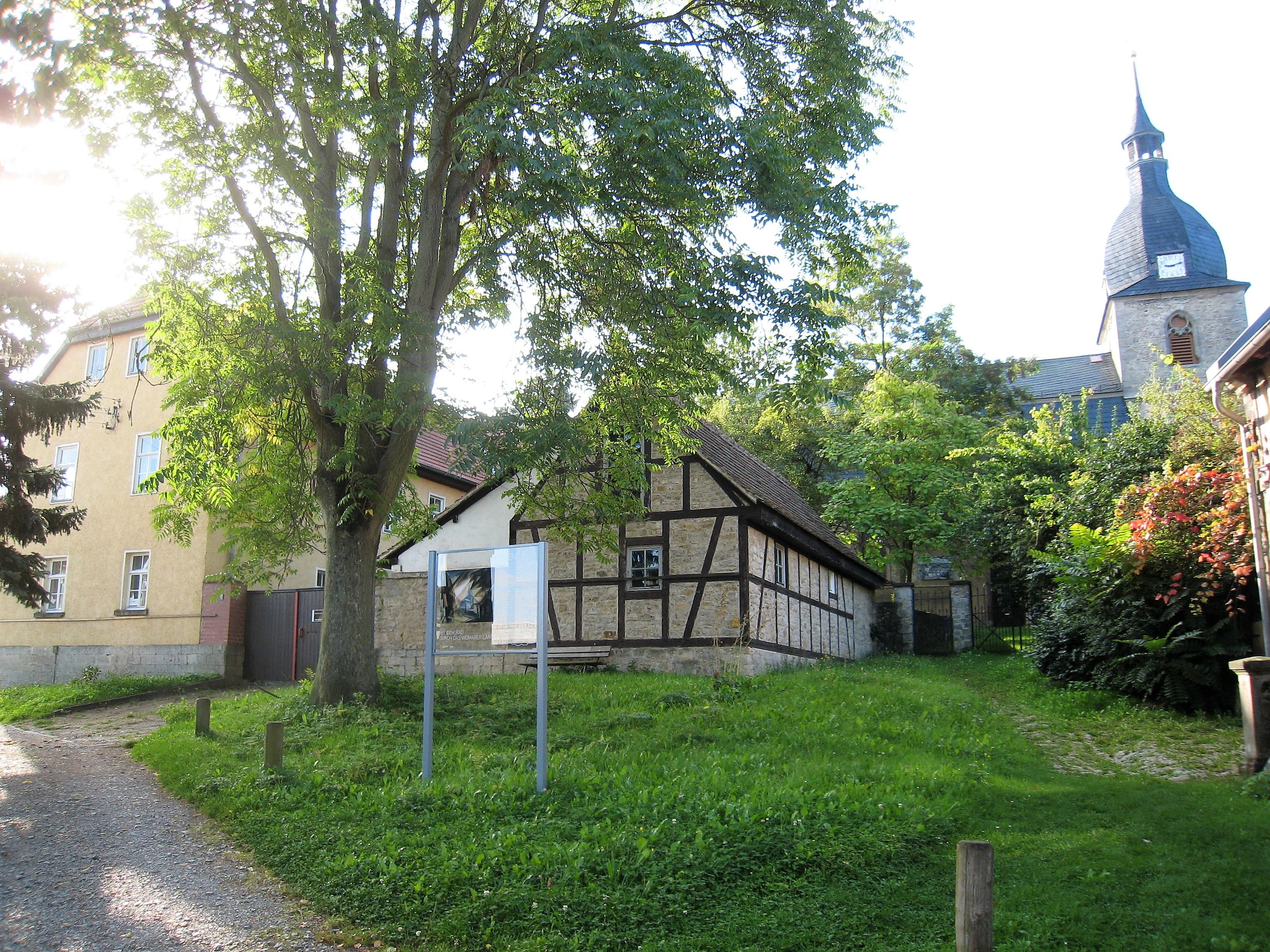
Kirchenensemble in Niedergrunstedt, mit Informationstafel zu Feininger
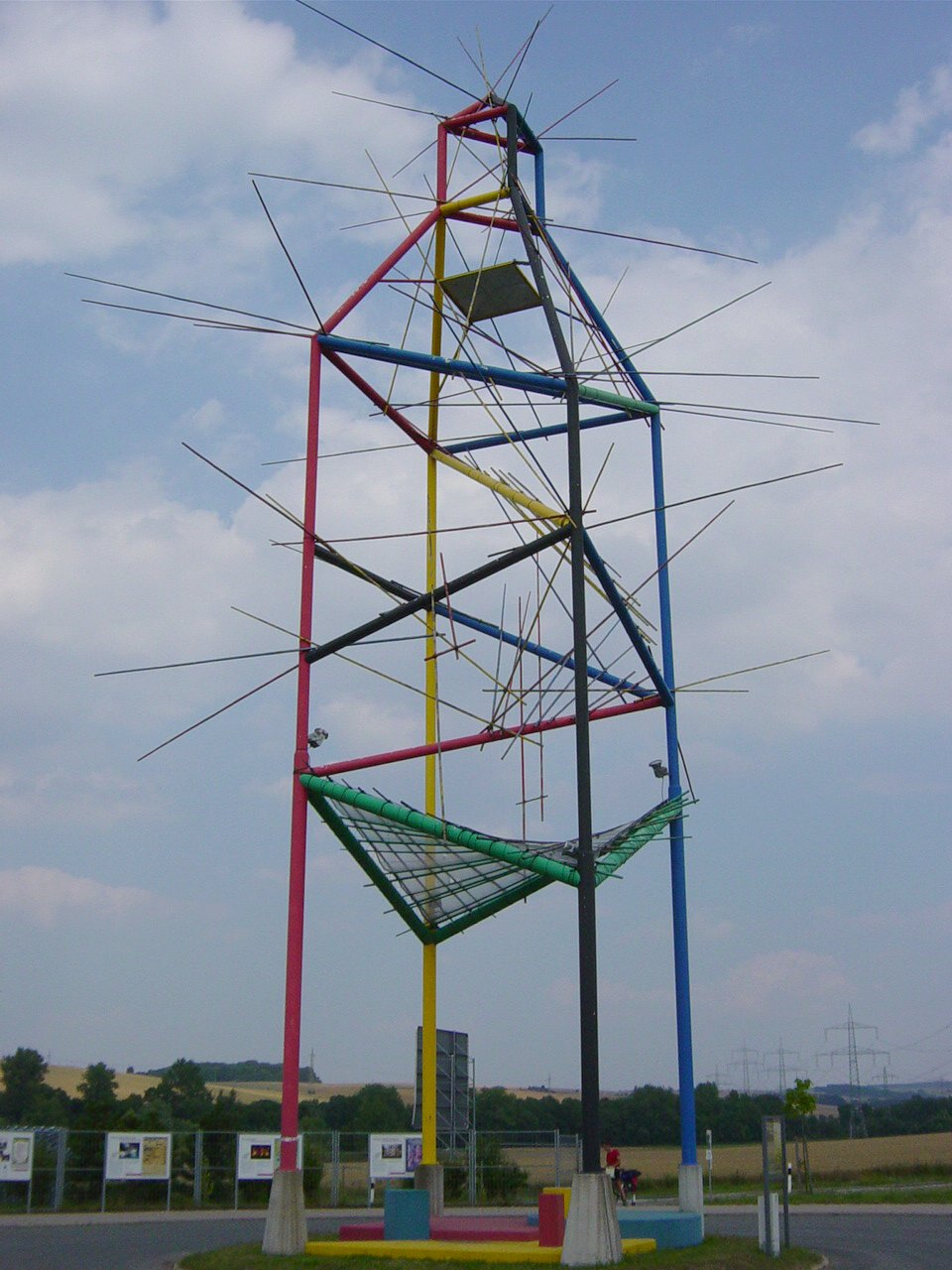
Der Feiningerturm in Mellingen

Der Radweg hat eine Gesamtlänge von etwa 30 Kilometer und führt zunächst vom Bahnhof durch das Stadtgebiet von Weimar. Der eigentliche Startpunkt ist am Hauptgebäude der Bauhaus-Universität in der Geschwister-Scholl-Straße 8. In der nahe gelegenen Bauhausstraße 7a hatte der Maler von 1906 bis 1914 sein Atelier eingerichtet. Nun führt die Route über die Humboldtstraße bis zum Wohnhaus der Familie Feininger in der Gutenbergstraße 16.
Von da geht es in die Vororte – zunächst nach Niedergrunstedt, dann Gelmeroda, Possendorf, Vollersroda, Oettern,  Mellingen, Taubach und Oberweimar.
Die gut ausgeschilderte Feininger-Radtour ist an den einzelnen Stationen mit gläsernen Aufstellern ausgestattet, die meist mit direktem Blick auf das Original das Feininger-Gemälde der jeweiligen Dorfkirche abbilden.  Die Kirche in Gelmeroda beherbergt zudem eine Ausstellung über das Schaffen Lyonel Feiningers und ist täglich von 8 – 20 Uhr geöffnet.
In Weimar besteht zudem die Möglichkeit an den Radfernweg Thüringer Städtekette und den Ilmtal-Radweg anzubinden.